# Eduard Zacharow
Eduard Fiodorowicz Zacharow (ros. Эдуард Фёдорович Захаров; ur. 10 stycznia 1975 w Uchcie, zm. 13 maja 1997 tamże) – rosyjski bokser, złoty medalista Mistrzostw Europy Juniorów 1993 w kategorii piórkowej, reprezentant Rosji na Letnich Igrzyskach Olimpijskich 1996 w Atlancie.

## Kariera
W październiku 1993 został mistrzem Europy juniorów w kategorii piórkowej pokonując kolejno reprezentanta Cypru Harisa Ioannidisa (przez k.o), Walijczyka Jasona Cooka (10:3), reprezentanta Mołdawii Vladimira Kvasiuka, Węgra Tamása Oláha (7:4). W walce finałowej pokonał  Ołeksija Kopyrewa.
W czerwcu 1995 zwyciężył w turnieju Multi Nations 1995, który rozgrywany był w Liverpoolu. W finale pokonał Taja Sayana Singkorna. Rok później, w maju ponownie odniósł zwycięstwo w tym turnieju, wygrywając w kategorii lekkopółśredniej.
Na przełomie marca a kwietnia 1996 rywalizował na Mistrzostwach Europy 1996 w Vejle docierając do ćwierćfinału przegrywając w nim przed czasem w drugiej rundzie z Białorusinem Siarhiejem Bykouskim.
W sierpniu 1996 wystąpił na Letnich Igrzyskach Olimpijskich 1996 w Atlancie, w kategorii lekkopółśredniej. Stoczył dwie zwycięskie walki z Japończykiem Nitamim Fumitaką (21:6) oraz z Kanadyjczykiem Phila Boudreault (11:9). W ćwierćfinale przegrał na punkty z Kubańczykiem Héctorem Vinentem (7:15). W klasyfikacji końcowej zajął 5. miejsce w kategorii lekkopółśredniej.